# New York Dolls
New York Dolls est un groupe américain de rock, originaire de New York. Avec The Stooges, ils sont l'un des premiers groupes de punk rock. Il est d'abord formé en 1971 et dissout en 1977. En 1975, Thunders et Nolan quittent le groupe pour former The Heartbreakers. Le groupe se réunit de nouveau en 2004 et se sépare encore en 2011.
Le style musical et les attitudes sont un condensé de glam rock. Le look, qui est aussi important que la musique dans l'identité du groupe, est dans cette lignée : perruques, travestissement et maquillage outrancier. Exemple typique de musiciens rock flirtant avec une imagerie dérangée et réinventant les « Années folles », les New York Dolls sont considérés comme des précurseurs du punk rock.

## Biographie

### Première phase (1971–1977)

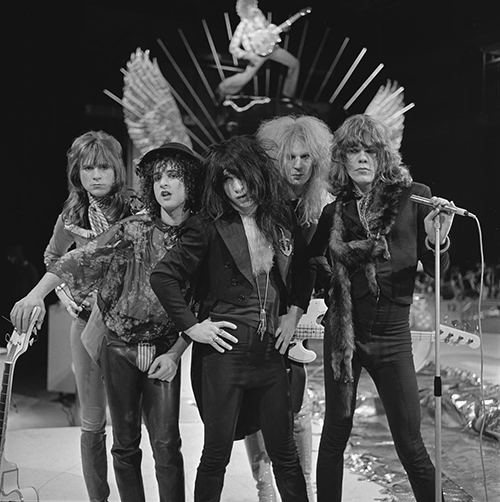
The New York Dolls en 1973.

À l'origine, le groupe est composé du chanteur David Johansen, des guitaristes Johnny Thunders (John Genzale de son vrai nom) et Rick Rivets, remplacé quelques mois plus tard par Sylvain Mizrahi (connu sous l'identité de Syl Sylvain), du bassiste Arthur « Killer » Kane et du batteur Billy Murcia. Ils choisissent le nom du groupe d'après le New York Doll Hospital (en français : l'hôpital de poupées de New York), un lieu où l'on répare les poupées, à côté du magasin tenu par l'oncle de Sylvain.
Leurs premières répétitions sont des reprises de grands artistes du rythm'n'blues : Otis Redding, Sonny Boy Williamson... Mais leur style propre (maquillage et tenues outrancières) est inspiré de l'avant-garde artistique du New York de l'époque, dont le plus fameux représentant est Andy Warhol et sa Factory. Leur première apparition sur scène remonte au réveillon de Noël 1971 et eut lieu dans un refuge de sans-abris : l'Endicott Hotel, puis ils se produisent au Mercer Arts Center devant un public encore assez restreint. C'est après une de leurs prestations que Marty Thau décide de devenir leur manager et leur organise une tournée en Angleterre où le groupe fait sensation en jouant en première partie des Faces. Mais la tournée est malheureusement écourtée du fait de la mort par overdose d'amphétamines du batteur Billy Murcia.
De retour à New York, le groupe engage Jerry Nolan. C'est à partir de cette époque que les concerts des New York Dolls deviennent des démonstrations frénétiques mêlant les musiciens aux spectateurs. Les New York Dolls enregistrent leur premier album éponyme (produit par Todd Rundgren) avec Mercury Records et livrent un disque aux nombreuses influences qui annonce la révolution punk rock (à cette période en 1973, en plein dans l'ère de la musique progressive). Mais leur premier album est un échec commercial, l'album n'atteint  que la 116e place des charts américains et n'entre même pas dans les classements britanniques.
Durant cette période, Johnny Thunders est initié à l'héroïne et sous l'influence de Jerry Nolan, va en devenir complètement dépendant, l'utilisant pour faire face à ses problèmes d'anxiété et d'assurance. Les deux vont ensuite se lancer dans une spirale autodestructrice qui va grandement compliquer la carrière du groupe et qui va les marquer pour le reste de leurs vies. Arthur Kane et David Johanssen avaient aussi eu des problèmes de consommation, mais d'alcool ce qui va aussi nuire aux performances live du groupe. 
Le deuxième album, Too Much, Too Soon, est enregistré en 1974 avec Shadow Morton aux manettes. Il comporte son lot de grands titres (des compositions mémorables ainsi que des reprises) et affiche clairement la maîtrise du jeu de guitare de Thunders. Pourtant, devant le faible succès du disque (167e place dans les charts US), Mercury abandonne le groupe. Alors qu'ils sont en plein désarroi, les New York Dolls sont approchés par Malcolm McLaren (futur manager des Sex Pistols). Celui-ci se met en tête de relancer leur carrière. Il les fait jouer devant un drapeau rouge et porter des tenues en cuir rouge de la tête aux pieds. Mais lors d'une tournée en Floride en mars 1975 Thunders et Nolan quittent le groupe et rentrent chez eux. Seuls David Johansen et Syl Sylvain continuent avec d'autres musiciens en jouant au Japon en première partie de Jeff Beck.
Après la séparation du groupe, les musiciens poursuivirent une carrière en solo : Johnny Thunders fondera The Heartbreakers, David Johansen prendra plus tard le pseudonyme de Buster Poindexter, chanteur de cabaret, Arthur Kane participera aux Corpse Grinders, et enfin Syl Sylvain publiera deux albums.

### Retour (2004–2011)
En 2004, les New York Dolls se reforment à la demande de Morrissey qui s'occupe cette année-là de la programmation du Meltdown Festival. Ne restent que trois des anciens membres de la formation initiale : le chanteur David Johansen, le guitariste Sylvain Sylvain et le bassiste Arthur « Killer » Kane. Ils décident de continuer les concerts et projettent même un nouvel album afin que de nouvelles chansons alimentent ceux-ci. Mais la mort d'Arthur Kane, le 13 juillet 2004, d'une leucémie, met un frein à leurs projets. Après quelques mois de deuil, les deux derniers survivants de la formation originale décident de reprendre les concerts.
Ils annoncent en juillet 2005 un nouvel album, One Day It Will Please Us to Remember Even This qui sort le 10 juillet 2006, en France, sous le label Roadrunner Records, suivi d'une tournée mondiale avec la nouvelle formation (principalement la même depuis la réunion de 2004).
Le 22 septembre 2007, les New York Dolls sont retirés de la liste de liens de Roadrunner Records, après leur séparation avec le label. Ils jouent à l'O2 Wireless Festival de Hyde Park, à Londres, le 4 juillet 2008. Le 14 novembre 2008, le producteur historique de leur premier album, Todd Rundgren, est annoncé pour leur prochain album. Cet album, Cause I Sez So, après les dernières touches apportées au studio Rundgren, est publié le 5 mai 2009 chez Atco Records.
Le 1er mars 2011, les New York Dolls sont annoncés en concert avec Mötley Crüe et Poison. Ils affichent une nouvelle formation pour leur tournée, incluant le guitariste Earl Slick et le bassiste Kenny Aaronson. En 2016, Earl Slick confirme la séparation du groupe : « Oh ouais, ça fait longtemps que c'est fini. Ca ne servait plus à rien de continuer. Vous savez, David préfère le Buster. Il est bon. »

## Héritage
Les New York Dolls, malgré les deux échecs commerciaux qu'ont été leurs albums, sont généralement considérés comme l'un de groupes les plus influents du rock, au même titre que les Stooges et The Velvet Underground. Le mélange de glam rock, d'énergie brute, d'attitude provocatrice et d'influence pop des années 60, a créé un groupe unique dans l'histoire du rock dont plusieurs groupes et styles de musique vont s'inspirer. 
L'influence la plus directe est présente dans les groupes de punk qui émergeront de la scène underground new-yorkaise, puis londonienne quelques années plus tard, premièrement avec le groupe fondé en 1975 par Johnny Thunder et Jerry Nolan : les Heartbreakers. Leur manager en fin de carrière, Malcolm McLaren, va largement s'inspirer de l'image du groupe pour les Sex Pistols, le guitariste Steve Jones aurait même appris à jouer avec la guitare de Syl Sylvain que Malcolm a ramenée après une tournée. Les Heartbreakers vont jouer aux côtés des Sex Pistols et de The Dammed lors du fameux Anarchy Tour en 1976. Finalement, Steve Jones et Paul Cook vont jouer avec Johnny Thunders en live (en 1978 pour remplacer Jerry Nolan) et sur son premier album solo (So Alone). La formation originale des Ramones, Joey, Tommy, Johnny et Dee Dee, ira voir les New York Dolls dans des clubs de New York, notamment le Mercer et va les pousser à se lancer dans leur futur groupe et influencer leur son unique. 
Les groupes de glam metal, apparus à la fin des années 70 et début 80, se sont aussi fortement inspirés du style des New York Dolls, le batteur de Mötley Crüe déclare dans un podcast que les New York Dolls étaient « les premiers à s'habiller de cette manière ». Hanoi Rocks, groupe originaire de Finlande, est leur digne successeur, autant dans le look qu'au niveau musical et les performances live qui sont inspirées par le groupe new-yorkais seront répliqués par la formation. 
Guns N' Roses va reprendre la chanson Human Being sur leur album de reprises The Spaghetti Incident, le bassiste Duff McKagan étant un grand fan du groupe. 

### Albums studio
- 1973 : New York Dolls
- 1974 : Too Much Too Soon
- 2006 : One Day It Will Please Us to Remember Even This
- 2009 : Cause I Sez So
- 2011 : Dancing Backward in High Heels

### Albums live
- 1984 : Red Patent Leather
- 1993 : Paris Le Trash
- 1998 : Live In Concert, Paris 1974
- 1999 : The Glamorous Life Live
- 2002 : From Paris With Love (L.U.V.)
- 2004 : Morrissey Presents: The Return Of New York Dolls Live From Royal Festival Hall

### Compilations
- 1977 : New York Dolls / Too Much Too Soon
- 1977 : Very Best of New York Dolls
- 1981 : Lipstick Killers - The Mercer Street Sessions 1972
- 1985 : Night of the Living Dolls
- 1985 : The Best of the New York Dolls
- 1990 : Super Best Collection
- 1992 : Seven Day Weekend
- 1994 : Rock'n Roll
- 1998 : Hootchie Kootchie Dolls
- 1999 : The Glam Rock Hits
- 2000 : Actress: Birth of The New York Dolls
- 2000 : Endless Party
- 2000 : New York Tapes 72/73
- 2003 : Looking for a Kiss
- 2003 : Manhattan Mayhem
- 2003 : 20th Century Masters - The Millennium Collection: The Best of New York Dolls
- 2006 : Private World - The Complete Early Studio Demos 1972-1973

## Vidéographie
- 2004 : Live from the Royal Festival Hall 2004|Pre-crash condition - Morrissey presents the return of the New York Dolls - Live from the Royal Festival Hall 2004
- 2005 : All Dolled Up
- 2005 : Thunders, Nolan and Kane - You can't put your arms around a memory
- 2006 : New York Doll - The Movie[6]
- 2011 : Lookin' Fine on Television